# Burgfeld (Bern)
Das Burgfeld ist ein Gebräuchliches Quartier im Stadtteil IV (Kirchenfeld-Schosshalde) und dem Statistischen Bezirk Beundenfeld. Es bildet im Osten die Stadtgrenze zu Ostermundigen und grenzt an die Kleine Allmend und die Gewerbezone Galgenfeld.
Im Jahr 2022 lebten im Quartier 753 Einwohner, davon 646 Schweizer und 107 Ausländer.
Die offizielle Quartiervertretung QUAV 4 benennt ein Quartier Burgfeld/Galgenfeld, welches namentlich die gleichen bernweit gebräuchlichen Quartiere wie der statistische Bezirk Beundenfeld enthält. Burgfeld ist hiefür mit namensgebend. Wie alle 37 auf ihrem Gebiet liegenden bernweit gebräuchlichen Quartiere werden diese lokal als Kleinquartiere bezeichnet.
Das Burgfeldquartier nennt man auch „Fliegerquartier“ in Erinnerung an den ersten Militärflugplatz auf der Kleinen Allmend. Wohnstrassen tragen deshalb Namen von Flugpionieren. Die Wohnbebauung besteht aus Ein- und Mehrfamilienhäusern.
Das Kirchgemeindehaus Burgfeld wurde in ein Schulhaus umgewandelt und es entstand die Quartierschule Burgfeld.